# Edward Watkin
Sir Edward William Watkin, 1er Baronnet, né le 26 septembre 1819 à Salford au Royaume-Uni, était un homme d'affaires anglais et membre du Parlement Britannique. Il présidait des projets ferroviaires ambitieux et à grande échelle, puis devint président de neuf compagnies ferroviaires britanniques différentes. Un de ses projets majeurs était l'expansion du Metropolitan Railway, qui constitue aujourd'hui une partie de l'actuel métro londonien London Underground.
Il fut l'un des promoteurs de l'idée de fédération des colonies d'Amérique du Nord, cela étant favorable pour ses affaires.

## Biographie
Edward Watkin est né à Salford, dans le comté de Lancashire, d'une famille aisée. Absalom Watkin, son père, était un riche marchand de coton britannique. Après avoir étudié avec enseignement privé, il rejoignit la compagnie de son père pour y travailler activement.
Il a également eu une carrière d'intellectuel, puisque entre 1839 et 1840, il était l'un des directeurs du club Manchester Athenaeum, où l'objectif était de diffuser la connaissance.
En 1843, il écrivit un pamphlet pour défendre la cause libérale, qui s'intitule « A Plea for Public Parks ». Edward Watkin était un défenseur du libéralisme, qui était prédominante au sein des hommes d'affaires britanniques du XIXᵉ siècle.
Edward Watkin était un homme très influent en Amérique du Nord britannique. Ses différentes compagnies ferroviaires assuraient le transport à travers les États-Unis et le Canada.
À la fin de sa vie, Watkin avait pour ambition de réaliser de grands projets de construction dans la ville de Londres. Il imagina une tour en métal atteignant 370 m de hauteur, qu'il nomma la Tour de Watkin. Elle fut inaugurée en 1894 dans le nord-ouest de la ville, à Wembley. Cette tour était directement reliée à la station de métro Wembley Park, station qu'il avait lui-même imaginé. Cette tour était censée concurrencer la célèbre Tour Eiffel, située à Paris. Cette construction a été érigée dans le but d'embellir le parc de Wembley, qui a accueilli l'exposition coloniale britannique en 1924.

## Carrière politique
Durant sa jeunesse, Edward Watkin s'engagea dans la vie politique en rejoignant le mouvement Anti-Corn Law League, dans lequel son père s'était déjà investi. Au fil du temps, Edward Watkin devint un acteur important au sein de ce mouvement politique en devenant un organisateur clé à Manchester. Il joua un rôle déterminant dans la réorganisation de la Compagnie de la baie d'Hudson qui a abouti à un accord avec le gouvernement canadien en 1869. Watkin consacre la majeure partie de sa vie au domaine du chemin de fer en Angleterre, mais, en 1861, il est mandaté par les administrateurs du Grand Trunk pour en réorganiser les affaires et par le Colonial Office pour étudier la faisabilité de la fédération des colonies d'Amérique du Nord britannique.
Il est fait chevalier en 1868 et baronnet de l'Empire britannique en 1880.